# Niwna (gmina)
Niwna (do 1953 Wałowice) – dawna gmina wiejska istniejąca w latach 1953–1954 w woj. łódzkim. Siedzibą władz gminy była Niwna.
Gmina Niwna powstała 21 września 1953 roku w województwie łódzkim, w powiecie rawskim, kiedy to przemianowano gminę Wałowice na gminę Niwna. Gmina została zniesiona 29 września 1954 roku wraz z reformą wprowadzającą gromady w miejsce gmin. 
Jednostki nie przywrócono 1 stycznia 1973 roku po reaktywowaniu gmin (obszar dawnej gminy wszedł w skład nowej gminy Rawa Mazowiecka).